# Nikołaj Antipow
Nikołaj Kiriłłowicz Antipow (ros. Николай Кириллович Антипов, ur. 3 grudnia?/15 grudnia 1894 we wsi Lisiczenko guberni nowogrodzkiej, zm. 29 lipca 1938 w Moskwie) – radziecki polityk, działacz partyjny, wicepremier ZSRR (1935-1937).

## Życiorys
Urodzony w rodzinie chłopskiej. Pracował w Petersburgu jako ślusarz. Skończył szkołę techniczną, w 1912 wstąpił do SDPRR(b), kilkakrotnie aresztowany, w 1917 członek Petersburskiego Komitetu SDPRR(b), w listopadzie 1917 członek Prezydium Centralnej Rady Komitetów Fabryczno-Zakładowych Piotrogrodu, od grudnia 1917 do marca 1918 członek Prezydium Najwyższej Rady Gospodarki Narodowej Rosyjskiej Republiki Radzieckiej/RFSRR. Od sierpnia 1918 do stycznia 1919 zastępca przewodniczącego, a w styczniu 1919 przewodniczący piotrogrodzkiej obwodowej Czeki przy Radzie Komisarzy Ludowych Związku Komun Obwodu Północnego, od kwietnia do listopada 1919 przewodniczący kazańskiego gubernialnego komitetu RKP(b), od lipca do listopada 1919 przewodniczący komitetu wykonawczego kazańskiej rady gubernialnej, od sierpnia do 23 września 1919 przewodniczący kazańskiej gubernialnej Czeki. Od października 1919 do stycznia 1920 członek Rady Wojskowo-Rewolucyjnej Armii Zachodniej, 1920-1923 kierownik Wydziału Organizacyjnego i członek Prezydium Wszechzwiązkowej Centralnej Rady Związków Zawodowych, od 1923 do sierpnia 1924 członek Sekretariatu Moskiewskiego Gubernialnego Komitetu RKP(b), od 31 maja 1924 do 25 czerwca 1937 członek KC RKP(b)/WKP(b), od 2 czerwca 1924 do 18 grudnia 1925 zastępca członka Biura Organizacyjnego KC RKP(b), od października 1924 do 27 lipca 1925 kierownik Wydziału Organizacyjno-Dystrybucyjnego KC RKP(b). Od lipca 1925 do marca 1926 I Uralskiego Komitetu Obwodowego WKP(b), od marca 1926 do 20 października 1927 II sekretarz Leningradzkiego Gubernialnego Komitetu WKP(b) i sekretarz Północno-Zachodniego Biura KC WKP(b), od 21 listopada 1927 do lutego 1928 sekretarz Leningradzkiego Komitetu Obwodowego WKP(b), od 16 stycznia 1928 do 30 marca 1931 ludowy komisarz poczt i telegrafów ZSRR, od 11 kwietnia 1928 do 26 czerwca 1930 zastępca członka Biura Organizacyjnego KC WKP(b). Od marca 1931 do 26 stycznia 1934 członek Prezydium Centralnej Komisji Kontrolnej WKP(b), od 30 marca 1931 do 11 lutego 1934 zastępca ludowego komisarza inspekcji robotniczo-chłopskiej ZSRR, od lipca 1931 do maja 1934 przewodniczący Komitetu ds. Wynalazczości przy Radzie Pracy i Obrony ZSRR, od 11 lutego 1934 do 21 czerwca 1937 członek, a od 11 lutego 1934 do 27 kwietnia 1935 zastępca przewodniczącego Komisji Kontroli Radzieckiej przy Radzie Komisarzy Ludowych ZSRR. Od 27 kwietnia 1935 do 21 czerwca 1937 zastępca przewodniczącego Rady Komisarzy Ludowych ZSRR, od 27 kwietnia 1935 do 28 kwietnia 1937 zastępca przewodniczącego Rady Pracy i Obrony ZSRR, od 27 kwietnia 1935 do 21 czerwca 1937 przewodniczący Komisji Kontroli Radzieckiej przy Radzie Komisarzy Ludowych ZSRR. Członek WCIK.
21 czerwca 1937 aresztowany, 28 lipca 1938 skazany na śmierć przez Wojskowe Kolegium Sądu Najwyższego ZSRR i następnego dnia rozstrzelany. 30 czerwca 1956 pośmiertnie zrehabilitowany.